# Фишер, Матиас Йозеф
Матиас Йозеф Фишер (также известен под прозвищем «Фишерс Матес», нем. Fischers Maathes; 10 апреля 1822, Трир — 25 февраля 1879, там же) — германский бакалейщик и городской юморист
 и «оригинал», живший в германском городе Трир, память о котором в родном городе по-прежнему сохраняется.

## Биография
Матиас Фишер был младшим из пяти детей в семье владельца переплётной мастерской Иоганна Фишера (1788—1882) и его жены Сусанны. После окончания местной школы иезуитов он вернулся в родной дом и начал помогать своему отцу, в мастерской которого продавались также канцелярские принадлежности. Его бывшая школа находилась недалеко от его дома, и в 1848 году он вместе с бывшими одноклассниками вступил в местную городскую стражу. Там он хвастался своим умением владеть огнестрельным оружием, но однажды на учениях по небрежности чуть не застрелился, чем вызвал у сослуживцев смех, а один из них даже написал об этом очерк. В том же году он начал торговать сигарами на улице Бротштрассе и вступил в местную демократическую организацию. К политической деятельности он не относился серьёзно, но в марте 1848 года, во время революции, он вместе с Эдгаром фон Вестфаленом похитил ряд компрометирующих документов и зарыл их в лесу, чтобы спасти своих друзей-единомышленников от наказания.
23 апреля 1852 года он женился на Марте Катарине Меккель (24 ноября 1818 — 20 июля 1870), работая в тот период бакалейщиком на Симеонштрассе. После смерти своего тестя он унаследовал его бакалейный магазин на Хозенштрассе, 9. В 1870 году умерла его жена, и он вернулся к холостяцкому образу жизни, по вечерам постоянно появляясь в различных барах Трира, где выпивал большое количество сидра, и стал известен всему городу как эксцентрик и острослов. Он также был членом юмористического Трирского общества саранчи и разговаривал на трирском диалекте немецкого языка. По воспоминаниям современников, большинство его шуток и анекдотов, придумывавшихся им самим, были похабными, но забавными.
Он также был известен благодаря своему эпатажному внешнему виду: Фишер ходил по городу в восточного вида халате, расшитом тюльпанами, носил фуражку с шёлковой кисточкой и даже на улице был обут в домашние тапочки. Будучи заядлым курильщиком, он всегда носил с собой длинную курительную трубку. Из-за его очков в золотой оправе его иногда называли «Brillfischer» («очкарик Фишер»).
Утром 25 февраля 1879 года его обнаружили повесившимся в его собственном магазине на Хозенштрассе. Это, по всей видимости, не было спонтанным решением, поскольку примерно за 14 дней до этого он при свидетелях забил большой гвоздь над дверью магазина, объяснив им, что хочет повесить здесь доску, используемую для высушивания сигар. Сообщения о его смерти напечатали многие трирские газеты, в которых говорилось, что самоубийство этого человека вызвало большой интерес в городе, а также связывали самоубийство с меланхоличным состоянием Фишера, в котором он пребывал последнее время. Позже возник слух, что Фишер перед смертью повесил на дверях своего магазина табличку «Закрыто в связи со смертью», но это не подтверждается надёжными источниками. Его похороны состоялись в очень узком кругу и без участия представителей церкви, а местонахождение его могилы неизвестно. Его имущество было продано с аукциона. Дом, в котором располагался магазин Фишера, более не существует, так как был снесён в 1898 году для строительства нового здания.

## Память
В 1977 году ему и другим трирским «оригиналам» был поставлен памятник из песчаника, а 1 апреля 2009 года на доме, где он родился, установлена бронзовая мемориальная доска. В Германии разными авторами было собрано четыре сборника его шуток, анекдотов, поговорок и изречений (1930, репринт в 1952; 1936; 1958; 2004 к 125-летию со дня смерти), однако, как считается, далеко не все из них на самом деле придумал он. Отличительной чертой большинства его шуток современные исследователи считают «упрямое своеволие против любой власти»'.